# Championnat d'Israël de football 1997-1998
Navigation
Championnat d'Israël 1996-1997 Championnat d'Israël 1998-1999
Le Championnat d'Israël de football 1997-1998 est la 46e édition de ce championnat.

## Classement[1]
| Rang | Équipe                     | Pts | J  | G  | N  | P  | Bp | Bc | Diff |
| ---- | -------------------------- | --- | -- | -- | -- | -- | -- | -- | ---- |
| 1    | Betar Jérusalem            | 69  | 30 | 20 | 9  | 1  | 71 | 33 | +38  |
| 2    | Hapoël Tel-Aviv            | 68  | 30 | 21 | 5  | 4  | 44 | 16 | +28  |
| 3    | Hapoël Haïfa               | 60  | 30 | 17 | 9  | 4  | 59 | 27 | +32  |
| 4    | Maccabi Haïfa              | 52  | 30 | 15 | 7  | 8  | 49 | 34 | +15  |
| 5    | Hapoël Petah-Tikvah        | 42  | 30 | 12 | 6  | 12 | 41 | 41 | 0    |
| 6    | Maccabi Tel-Aviv           | 39  | 30 | 10 | 9  | 11 | 42 | 35 | +7   |
| 7    | Hapoël Kfar Sabah          | 38  | 30 | 10 | 8  | 12 | 39 | 39 | 0    |
| 8    | Maccabi Herzliya           | 36  | 30 | 9  | 9  | 12 | 37 | 40 | -3   |
| 9    | Maccabi Petah-Tikvah       | 36  | 30 | 8  | 12 | 10 | 27 | 31 | -4   |
| 10   | Hapoël Ironi Rishon LeZion | 36  | 30 | 10 | 6  | 14 | 42 | 52 | -10  |
| 11   | Hapoël Jérusalem FC        | 34  | 30 | 8  | 10 | 12 | 35 | 45 | -10  |
| 12   | MS Ashdod                  | 33  | 30 | 8  | 9  | 13 | 39 | 57 | -18  |
| 13   | Hapoël Beit She'an         | 31  | 30 | 8  | 7  | 15 | 35 | 51 | -16  |
| 14   | Bnei Yehoudah              | 31  | 30 | 10 | 8  | 7  | 15 | 26 | -11  |
| 15   | Hapoël Beer-Sheva          | 30  | 30 | 7  | 9  | 14 | 38 | 57 | -19  |
| 16   | Hapoël Ashkelon -2         | 19  | 30 | 5  | 6  | 19 | 26 | 50 | -24  |

|  | Champion |
|  | Relégué  |

## Bilan de la saison
| Tableau d'Honneur                |                 |
| Compétition                      | Vainqueur       |
| Championnat d'Israël de football | Betar Jérusalem |
| Coupe d'Israël de football       | Maccabi Haïfa   |

| Promotions et relégations |                                      |
| Relégués en Liga Leumit   | Hapoël Beer-Sheva Hapoël Ashkelon    |
| Promus en Ligat ha'Al     | Maccabi Jaffa Hapoël Tsafririm Holon |